# Paraiulus schmidti
Paraiulus schmidti är en mångfotingart som beskrevs av Chamberlin 1952. Paraiulus schmidti ingår i släktet Paraiulus och familjen Parajulidae. Inga underarter finns listade i Catalogue of Life.